# イソア・ナシラシラ
イソア・ナシラシラ（Isoa Nasilasila、1999年9月13日 - ）は、スーパーラグビー・パシフィックフィジアン・ドゥルアに所属するラグビー選手。

## プロフィール
- オーストラリア・キャンベルタウン出身[1]。
- ポジションはロック(LO)。
- 身長 197cm、体重 117kg
- フィジー代表キャップは10（2024年3月現在）でラグビーワールドカップ2023のフィジー代表に選ばれた[2]。

## 略歴
サウスタンディストリクツ、ノースハーバーを経て、2022年、フィジアン・ドゥルアに加入。